# Maison rurale à Brestovac
La maison rurale à Brestovac (en serbe cyrillique : Сеоска кућа у Брестовцу ; en serbe latin : Seoska kuća u Brestovcu) se trouve à Brestovac, dans la municipalité de Negotin et dans le district de Bor, en Serbie. Elle est inscrite sur la liste des monuments culturels protégés de la République de Serbie (identifiant no SK 340).